# Championnats d'Europe d'athlétisme en salle 1984
Navigation
Les 15e Championnats d'Europe d'athlétisme en salle se sont déroulés les 3 et 4 mars 1984 au Scandinavium de Göteborg, en Suède. 22 épreuves figurent au programme (12 masculines et 10 féminines).

## Résultats

### Hommes
| Épreuves         | Or                                  | Argent                                 | Bronze                                 |
| 60 m             | Christian Haas (FRG) 6 s 68         | Antonio Ullo (ITA) 6 s 68              | Ronald Desruelles (BEL) 6 s 69         |
| 200 m            | Aleksandr Yevgenyev (URS) 20 s 98   | Ade Mafe (GBR) 21 s 34                 | Giovanni Bongiorni (ITA) 21 s 48       |
| 400 m            | Sergey Lovachov (URS) 46 s 72       | Roberto Tozzi (ITA) 47 s 01            | Didier Dubois (FRA) 47 s 29            |
| 800 m            | Donato Sabia (ITA) 1 min 48 s 05    | André Lavie (FRA) 1 min 48 s 35        | Phil Norgate (GBR) 1 min 48 s 39       |
| 1 500 m          | Peter Wirz (SUI) 3 min 41 s 35      | Riccardo Materazzi (ITA) 3 min 41 s 57 | Thomas Wessinghage (FRG) 3 min 41 s 75 |
| 3 000 m          | Lubomír Tesáček (TCH) 7 min 53 s 16 | Markus Ryffel (SUI) 7 min 53 s 61      | Karl Fleschen (FRG) 7 min 54 s 45      |
| 60 mètres haies  | Romuald Giegiel (POL) 7 s 62        | György Bakos (HUN) 7 s 75              | Jiří Hudec (TCH) 7 s 77                |
| Saut en hauteur  | Dietmar Mögenburg (FRG) 2,33 m      | Carlo Thränhardt (FRG) 2,30 m          | Roland Dalhäuser (SUI) 2,30 m          |
| Saut à la perche | Thierry Vigneron (FRA) 5,85 m       | Pierre Quinon (FRA) 5,75 m             | Aleksandr Krupskiy (URS) 5,60 m        |
| Saut en longueur | Jan Leitner (TCH) 7,96 m            | Mathias Koch (GDR) 7,91 m              | Robert Emmiyan (URS) 7,89 m            |
| Triple saut      | Grigoriy Yemets (URS) 17,33 m       | Vlastimil Mařinec (TCH) 17,16 m        | Béla Bakosi (HUN) 17,15 m              |
| Lancer du poids  | Jānis Bojārs (URS) 20,84 m          | Werner Günthör (SUI) 20,33 m           | Alessandro Andrei (ITA) 20,32 m        |

### Femmes
| Épreuves         | Or                                       | Argent                                  | Bronze                                 |
| 60 m             | Bev Kinch (GBR) 7 s 16                   | Anelia Nuneva (BUL) 7 s 23              | Nelli Cooman (NED) 7 s 28              |
| 200 m            | Jarmila Kratochvílová (TCH) 23 s 02      | Marie-Christine Cazier (FRA) 23 s 68    | Olga Antonova (URS) 23 s 80            |
| 400 m            | Taťána Kocembová (TCH) 49 s 97           | Erica Rossi (ITA) 52 s 37               | Rositsa Stamenova (BUL) 52 s 41        |
| 800 m            | Milena Matejkovičová (TCH) 1 min 59 s 52 | Doina Melinte (ROU) 1 min 59 s 81       | Cristeana Cojocaru (ROU) 2 min 01 s 24 |
| 1 500 m          | Fita Lovin (ROU) 4 min 10 s 03           | Elly van Hulst (NED) 4 min 11 s 09      | Sandra Gasser (SUI) 4 min 11 s 70      |
| 3 000 m          | Brigitte Kraus (FRG) 9 min 12 s 07       | Tatyana Pozdnyakova (URS) 9 min 15 s 04 | Ivana Kleinová (TCH) 9 min 15 s 71     |
| 60 mètres haies  | Lucyna Kałek (POL) 7 s 96                | Vera Akimova (URS) 7 s 99               | Yordanka Donkova (BUL) 8 s 09          |
| Saut en hauteur  | Ulrike Meyfarth (FRG) 1,95 m             | Maryse Ewanje-Epée (FRA) 1,95 m         | Danuta Bułkowska (POL) 1,95 m          |
| Saut en longueur | Sue Hearnshaw (GBR) 6,70 m               | Eva Murková (TCH) 6,55 m                | Stefania Lazzaroni (ITA) 6,08 m        |
| Lancer du poids  | Helena Fibingerová (TCH) 20,34 m         | Claudia Losch (FRG) 20,23 m             | Heidi Krieger (GDR) 20,18 m            |

## Tableau des médailles
| Rang | Nation               | Or | Argent | Bronze | Total |
| ---- | -------------------- | -- | ------ | ------ | ----- |
| 1    | Tchécoslovaquie      | 6  | 2      | 2      | 10    |
| 2    | Union soviétique     | 4  | 2      | 3      | 9     |
| 3    | Allemagne de l'Ouest | 4  | 2      | 2      | 8     |
| 4    | Royaume-Uni          | 2  | 1      | 1      | 4     |
| 5    | Pologne              | 2  | 0      | 1      | 3     |
| 6    | Italie               | 1  | 4      | 3      | 8     |
| 7    | France               | 1  | 4      | 1      | 6     |
| 8    | Suisse               | 1  | 2      | 2      | 5     |
| 9    | Roumanie             | 1  | 1      | 1      | 3     |
| 10   | Bulgarie             | 0  | 1      | 2      | 3     |
| 11   | Pays-Bas             | 0  | 1      | 1      | 2     |
| 11   | Allemagne de l'Est   | 0  | 1      | 1      | 2     |
| 11   | Hongrie              | 0  | 1      | 1      | 2     |
| 14   | Belgique             | 0  | 0      | 1      | 1     |